# Baruch Lumet
Pour les articles homonymes, voir Lumet.
Baruch Lumet (Burech Lumet;  né le 16 septembre 1898 – et mort le 8 février 1992) est un acteur américain d'origine polonaise. Issu de la communauté juive américaine, il est surtout connu pour son travail dans le théâtre Yiddish. Il est le père du réalisateur Sidney Lumet.

## Biographie
Né à Varsovie d'une famille juive ashkénaze, dans l'ancien Empire de Russie, il émigre aux États-Unis avec son épouse Eugénie Gitl Lumet (née Wermus) et sa fille Felicia (1920-1980) en 1922. C'est là bas que naît son fils Sidney (1924-2011).
Il apparaît aux côtés de son fils dans le film Dans une pauvre petite rue en 1939 et fait quelques apparitions pour le cinéma. Il tient deux rôles dans des films de son fils durant les années 1960,  Le Prêteur sur gages (1964), et Le Groupe (1966). Il joue aussi dans la comédie Woody Allen Tout ce que vous avez toujours voulu savoir sur le sexe sans jamais oser le demander, dans le rôle surprenant de Rabbi Baumel, rabbin fétichiste adepte du bondage participant à un jeu télévisé sur les perversions sexuelles.
De 1953 à 1960, il dirige le Dallas Institute of Performing Art et le Knox Street Theater à Dallas. Il compte parmi ses élèves Jayne Mansfield et Tobe Hooper.

## Filmographie partielle
- 1939 : Dans une pauvre petite rue (...One Third of a Nation...) de Dudley Murphy
- 1964 : Le Prêteur sur gages (The Pawnbroker) de Sidney Lumet
- 1966 : Le Groupe (The Group) de Sidney Lumet
- 1972 : Tout ce que vous avez toujours voulu savoir sur le sexe sans jamais oser le demander (Everything You Always Wanted to Know About Sex * But Were Afraid to Ask) de Woody Allen

## Sources
- Finding Aid for the Baruch Lumet Papers, 1955-1983,  Online Archive of California